# Авилов, Николай Викторович
Никола́й Ви́кторович Ави́лов (род. 6 августа 1948, Одесса) —  советский легкоатлет, десятиборец, рекордсмен мира, олимпийский чемпион, участник трёх Олимпийских игр, заслуженный мастер спорта СССР (1972). Выступал за «Динамо» Одесса.

## Биография
Заниматься легкой атлетикой начал в 13-летнем возрасте, совмещая занятия с тренировками в баскетбольной секции. Воспитанник знаменитого одесского тренера Владимира Кацмана. В 16-летнем возрасте Николай Авилов становится мастером спорта в прыжках в высоту.
В 1964 году попадет в юношескую сборную УССР, уже как многоборец. В 1967 году принимает участие в IV Спартакиаде народов СССР, в 19-летнем возрасте занимает итоговое пятое место. В 1968 году становится бронзовым призёром чемпионата СССР. В 1968 году отправляется на свою первую Олимпиаду в Мехико, занимает на ней 4-е место. В 1972 году выигрывает чемпионат СССР, и сразу же отправляется на Олимпийские игры в Мюнхен, откуда возвращается олимпийским чемпионом и рекордсменом мира, с результатом 8454 очка.
В 1975 и 1976 годах дважды к ряду становится чемпионом СССР, и отправляется на свои третьи Олимпийские игры в Монреаль, и становится бронзовым призёром соревнований. В 1980 году в 32-летнем возрасте предпринимает попытку отобраться на Олимпийские игры в Москве, однако занимает в отборочном турнире лишь пятое место, после чего принимает решение об уходе из большого спорта, становится тренером.
Как тренер готовил к стартам как отечественных спортсменов, так и спортсменов Ирака, Китая, Египта и Сейшельских Островов, где он проработал более 10 лет.
В настоящий момент проживает в Одессе. В 2015 году возглавил список партии Блок Петра Порошенко «Солидарность» на выборах в Одесский облсовет.
В 1974 году был снят фильм «Два дня Николая Авилова» (режиссёр Эдуард Даргольц).